# アルベール・シャンボン
アルベール・シャンボン（Albert Chambon、1909年1月21日 - 2002年12月28日）はフランスの外交官、文筆家。

## 人物
国立東洋語学校（中国語）卒、パリ政治学院卒。
1940年、フランスの戦いに志願兵として参加。1940年11月より、フランス領事をつとめていたタンジールにおいて英米外交代表に協力。
1942年3月、ドイツ軍当局の要求に基づきヴィシー政府により召還される。同年6月、戦うフランスの組織イ・イに加入、フランス行政機関内の拠点作りに従事。
1943年10月、パリで完全な地下活動に入る。1944年、レジスタンス国民議会の全国代表となる。同5月、パリでゲシュタポに逮捕され、刑務所・収容所を経て8月、ブッヘンヴァルト強制収容所へ送られた。1945年、連合軍によりリップシュタットにおいて解放された。
戦後、各国の駐領事館、ヴェトナム、ブラジル、ペルーなどの駐在大使を歴任。レジオン・ドヌール2等勲章・大戦十字賞、レジスタンス薔薇賞受賞。「然り、私は信じる」など著書も多い。